# Melitaea sibina
Melitaea sibina is een vlinder uit de familie van de Nymphalidae. De soort is voor het eerst wetenschappelijk beschreven door Sergej Nikolajevitsj Alferaki in een publicatie uit 1882.